# 工频

230 伏, 50 Hz 与120 伏, 60 Hz的波形比较

工频（mains frequency（英），utility frequency（美））是“电网工作频率”的简称，又称电源频率，指电网中交流电的频率，同一电网中的所有发电机、输配电设备和用户均使用这一频率的交流电。目前世界上大多数国家使用50Hz作为电网工作频率，但也有美国（包含領地）、部分亚洲国家和地区使用60Hz工频。
在第二次工业革命过程中，许多不同的频率和电压曾被使用过。由于建设电网的设备投资巨大，电网规格的标准化进展缓慢。尽管如此，21世纪以来，使用50 Hz工频的电网趋向于使用220–240伏电压；使用60 Hz工频的电网趋向于100–127 V供电。 两种频率目前在世界上同时使用（日本同时使用这两个频率），而且在技术上、两种频率没有优劣之分。目前，没有在全世界范围内对电网频率进行标准化的动力。
除非特别注明可以同时在50 Hz和60 Hz工频上运行，电器不在设计的工频的电网上工作可能导致效率降低甚至安全隐患。有些日本出售的電器能夠同時在50Hz和60Hz。若電器有電源轉換器，將交流電轉換為直流電後再提供電器使用，也不受工頻頻率的影響。

## 影响因素
在选择电网的工作频率时需要考虑许多因素。包括照明设备、电动机、变压器、发电机和输电线路在内的设备的工作特性都与电网频率有关。这些因素相互影响，使得工频的选择具有相当的重要性：需要在尽量满足互相矛盾的性能要求的基础上进行妥协。
在19世纪晚期，电网的频率越高，越有利于照明设备工作和变压器节约材料；与此同时，电网频率越低，越有利于长距离传输线、电动机和旋转变流器的设计。在大功率发电设备成熟以前，电网工频的选择往往取决于该电网负载的类型。技术的进步最终扫清了弧光灯和电动机等不同类型负载使用同一频率的障碍；同时，统一的供电系统也更加经济，因为一天之中负载的变化更小。

### 照明设备
商业电网的第一批用电器是白炽灯和装有换向器的直流电机。这两种设备都能在直流下很好地工作，但直流电很难转换电压，且用电设备大多只能在额定电压下工作。
若白炽灯工作于低频电流之下，灯丝每半个周期冷却一次，产生显著的明暗变化；这种效应对弧光灯和后来的汞灯和荧光灯更明显。

### 旋转机械
换向器电机难以在高频交流电下工作，因为快速变换的电流被电机绕组的电感所阻挡。尽管装有换向器的交流电机在家用小型电器中被广泛使用，但它们的功率都小于1kW。感应电动机能在50Hz到60Hz很好地工作；但在1890年，由于缺乏低铁损的材料，较高的频率，如133Hz，是不适用于旋转机械的。
由于电机转速正比于交流电频率，反比与磁极对数；因此，标准转速与电网工频之间相互制约。因此，一旦交流电动机普及，为了适配设备，频率的标准化变得越来越重要。
如果发电机的磁极对数一定，使用低转速的往复式引擎驱动比使用高转速的汽轮机驱动产生的频率更低。如果原动机转速较低，为提供高频率而建造多磁极数发电机成本更高。同时，在低速下发电机更容易同步，进而更容易并网。早起用于提高转速的皮带传动在大功率（几千千瓦）下变得昂贵、低效而不可靠。到1906年，高转速的蒸汽轮机驱动发电机方案为高工频带来优势。稳定的转速也满足了旋转变流器换向器的工作需要。
交流电机的同步转速N用每分钟转数（RPM）可以表示为：
{\displaystyle N={\frac {120f}{P}}\,}
其中f为交流电频率，单位为赫兹（Hz），P为磁极个数。
| 磁极个数 | RPM at 1331⁄3 Hz | RPM at 60 Hz | RPM at 50 Hz | RPM at 40 Hz | RPM at 25 Hz | RPM at 162⁄3 Hz |
| -------- | ---------------- | ------------ | ------------ | ------------ | ------------ | --------------- |
| 2        | 8,000            | 3,600        | 3,000        | 2,400        | 1,500        | 1,000           |
| 4        | 4,000            | 1,800        | 1,500        | 1,200        | 750          | 500             |
| 6        | 2,666.7          | 1,200        | 1,000        | 800          | 500          | 333.3           |
| 8        | 2,000            | 900          | 750          | 600          | 375          | 250             |
| 10       | 1,600            | 720          | 600          | 480          | 300          | 200             |
| 12       | 1,333.3          | 600          | 500          | 400          | 250          | 166.7           |
| 14       | 1142.9           | 514.3        | 428.6        | 342.8        | 214.3        | 142.9           |
| 16       | 1,000            | 450          | 375          | 300          | 187.5        | 125             |
| 18       | 888.9            | 400          | 3331⁄3       | 2662⁄3       | 1662⁄3       | 111.1           |
| 20       | 800              | 360          | 300          | 240          | 150          | 100             |

直流电并未完全被交流电取代，目前仍用于电气化铁路、電信和电化学等领域，一些長距離及水底的電力傳輸系統會採用高壓直流輸電。在半导体整流设备出现前，常用汞弧整流器、旋转变流器来进行整流。

#### 中国工频历史
1928年7月16日，亚浦耳公司向上海社会局公用局呈文，呈请上海特别市政府转请中央主管机关，建议规定200伏和50赫兹为中国电压频率标准。1929年2月，国民政府建设委员会电气处分六个步骤开始制订中国电压频率标准。 国民政府建设委员会制订《电气事业电压周率标准规则》，经行政院核准，1930年9月12日以建设委员会会公布令第五十七号，“自中华民国二十年一月一日起施行”。1935年关东军要求满洲电气委员会统一频率，规定50赫兹为标准频率，废除直流、60赫兹、25赫兹各家发电厂。
1953年6月由中央人民政府政务院燃料工业部颁布《电力系统调度管理暂行条例》第97条规定：“电力系统的周率应连续不断地保持在五十赫兹的水平上。其差别不得大于±0.5（50.5-49.5）赫兹。”

#### 日本電源頻率歷史
日本的交流電源的頻率有兩種，日本東部為50Hz、日本西部為60Hz，兩者大致以糸魚川靜岡構造線為分界。日本是唯一擁有兩種不同頻率電網，並使用變頻設施互聯的國家。
明治時期受到美國的電流戰爭影響，在日本也引發相同的爭論，當時東京電燈採用直流電，而大阪電燈採用交流電。但到了1887年，東京電燈決定改用交流輸電，引進德國AEG公司製造的50Hz規格發電機，並在關東大地震之後所屬地區內統一為50Hz交流電。但在關西，成立於1888年的大阪電燈從一開始就選擇交流輸電，引進美國奇異公司製造的60Hz規格發電機。以這兩間公司為中心，各地的電力供應逐漸整合，形成了東西頻率的差異。在二戰結束後，也有重新統一日本全國輸電頻率的構想，但未能實現。
跨越東西兩電網的東海道新幹線全線採用25kV、60Hz的交流電；北陸新幹線則存在50Hz及60Hz兩種供電區間，列車可對應兩種頻率。
在2011年福島第一核電廠事故後，日本政府陸續將多個核電廠停止運轉，結果各地出現了電力短缺。有觀點認為東西兩方的電網未能互通，是造成電力短缺的原因之一。此後日本陸續建設變電站與高壓輸電線，讓東西電網可以達到部分相互融通，現在未連接到全國電網的只有沖繩電力所屬地區。

## 鐵路

歐洲鐵路的供電規格

交流供電的鐵路系統大多採用25kV供電，頻率50或60Hz，視乎該國本身的工頻。新幹線列車的設計已考慮了其電網的獨特性，適合在50及60Hz供電下運作。
由於歷史原因，部分歐洲國家的鐵路系統採用15kV 16+2⁄3Hz供電。美國有少數鐵路系統採用12kV 25Hz供電，奧地利瑪麗亞采爾鐵路則採用6.5kV 25Hz供電。

## 400 Hz
美國軍用標準MIL-STD-704規定了400Hz 115/200V（後者是三相電）為美軍設備的標準頻率，包含戰鬥機、太空設備、軍艦和潛艦等，有別於美國民用標準的60Hz。
400Hz的變壓器和馬達比50/60Hz的變壓器和馬達更小、更輕，更適合安裝在空間狹小的軍用飛機和艦船。

## 噪音和干擾
交流供電的設備會以其使用的交流電源頻率的倍數發出特有的聲響。它通常是由馬達和變壓器鐵芯疊片隨磁場同步振動而產生的。這種聲響也可能出現在音頻系統中，其中放大器的電源濾波器或訊號屏蔽不足導致。

## 各國電源頻率

### 使用60Hz的國家/地區

#### 亞洲/大洋洲
- 日本（西日本）[3]
- 中華民國
- 菲律賓
- 關島
- 密克羅尼西亞聯邦
- 马绍尔群岛
- 帛琉
- 美属萨摩亚
- 法屬玻里尼西亞

#### 北美洲
- 美国
- 加拿大
- 墨西哥

#### 中美洲
- 薩爾瓦多
- 巴拿马
- 波多黎各自由邦
- 古巴
- 美屬維爾京群島
- 开曼群岛

#### 南美洲
- 巴西
- 哥伦比亚
- 苏里南
- 秘魯
- 委內瑞拉

### 引用
1. ↑  A.C. Monteith , C.F. Wagner (ed), Electrical Transmission and Distribution Reference Book 4th Edition, Westinghouse Electric Corporation 1950, page 6
2. 1 2  B. G. Lamme, The Technical Story of the Frequencies, Transactions AIEE January 1918, reprinted in the Baltimore Amateur Radio Club newsletter The Modulator January -March 2007
3. ↑  門井龍太郎、電気の周波数と電圧(世界•日本) 電氣學會雜誌 1991年 111巻 12号 p.1011-1014, doi:10.11526/ieejjournal1888.111.1011

### 書目
- Furfari, F.A., The Evolution of Power-Line Frequencies 133+1⁄3 to 25 Hz, Industry Applications Magazine, IEEE, Sep/Oct 2000, Volume 6, Issue 5, Pages 12–14, ISSN 1077-2618.
- Rushmore, D.B., Frequency, AIEE Transactions, Volume 31, 1912, pages 955–983, and discussion on pages 974–978.
- Blalock, Thomas J., Electrification of a Major Steel Mill – Part II Development of the 25 Hz System, Industry Applications Magazine, IEEE, Sep/Oct 2005, Pages 9–12, ISSN 1077-2618.